# Mouha Oulhoucine Achibane
 (février 2014).
Si vous disposez d'ouvrages ou d'articles de référence ou si vous connaissez des sites web de qualité traitant du thème abordé ici, merci de compléter l'article en donnant les références utiles à sa vérifiabilité et en les liant à la section « Notes et références ».
Mouha Oulhoussein Achiban (également écrit Oulhoucine ou Oulhouceine) est un chanteur et danseur marocain né à Azrou près de Khenifra en 1916 et mort le 19 février 2016 à Azrou (province de Khénifra). 
Chef d'orchestre de renom, il est considéré comme étant le maître incontesté de la danse de l'Ahidous du Moyen Atlas.

## Biographie
Moha Oulhoussein Achiban fut surnommé maestro par Ronald Reagan. Il prend part à la résistance luttant pour l'indépendance du Maroc. En 1950, il commence un long parcours artistique qui lui vaut l'appellation de maestro.
Il est considéré comme l'un des éminents interprètes de la chanson amazigh au Moyen Atlas. Avec l'ensemble Ahidous, composé de 21 membres, il acquiert une grande renommée sur le plan national et international. Il s'est distingué dans les différentes éditions du Festival des arts populaires de Marrakech et au Festival de Fès des musiques sacrées du monde. Il a su donner une place honorable à l'art Ahidous dans plusieurs rencontres internationales en Afrique, en Europe et aux États-Unis.

## Vie privée
Il est marié à Marzak Mamma.
À la suite d'une crise cardiaque dans sa ville Azrou, le 2 janvier 2012 il est évacué vers l'hôpital provincial de Khénifra puis il est transféré d'urgence, à l'hôpital Cheikh Zayed à Rabat. Neuf ans auparavant, il avait subi une opération chirurgicale au niveau du cœur, à cela s'ajoutent des problèmes pulmonaires.
Moha Oulhoucine Achiban meurt le 19 février 2016 à Azrou Aït Lahcen (province de Khénifra).

## Décorations
- Commandeur de l'Ouissam Al Moukafâa Al Watania — ordre du Mérite national[7] — le 22 août 2016 par le roi Mohammed VI[8].